# Петрівсько-Попівська сільська рада
Петрі́всько-Попі́вська сільська́ ра́да — адміністративно-територіальна одиниця та орган місцевого самоврядування в Лисянському районі Черкаської області. Адміністративний центр — село Петрівка-Попівка.

## Загальні відомості
- Населення ради: 296 осіб (станом на 2001 рік)

## Населені пункти
Сільській раді підпорядковані населені пункти:
- с. Петрівка-Попівка

## Склад ради
Рада складається з 12 депутатів та голови.
- Голова ради: Томіленко Лариса Олександрівна
- Секретар ради: Ревенко Тетяна Григорівна

### Керівний склад попередніх скликань
| Прізвище, ім'я, по батькові    | Основні відомості                                                                                   | Дата обрання | Дата звільнення |
| ------------------------------ | --------------------------------------------------------------------------------------------------- | ------------ | --------------- |
| Томіленко Лариса Олександрівна | Сільський голова, 1965 року народження, освіта вища, член Партії промисловців і підприємців України | 26.03.2006   | 31.10.2010      |
| Томіленко Лариса Олександрівна | Сільський голова, 1965 року народження, освіта вища, член Партії регіонів                           | 31.10.2010   |                 |

Примітка: таблиця складена за даними сайту Верховної Ради України

### Депутати
За результатами місцевих виборів 2010 року депутатами ради стали:

#### За суб'єктами висування
| Суб'єкт висування           | Кількість обраних депутатів | %  |
| --------------------------- | --------------------------- | -- |
| Партія регіонів             | 9                           | 75 |
| Комуністична партія України | 3                           | 25 |

#### За округами
| № округу                    | Прізвище, ім'я, по батькові      | Дата визнання обраним | Освіта             | Партійна приналежність | Відомості про обраного депутата                                   |
| --------------------------- | -------------------------------- | --------------------- | ------------------ | ---------------------- | ----------------------------------------------------------------- |
| Комуністична партія України |                                  |                       |                    |                        |                                                                   |
| 4                           | Джура Леонід Іванович            | 03.11.2010            | середня            | позапартійний          | пенсіонер                                                         |
| 8                           | Клинковський Василь Григорович   | 03.11.2010            | середня            | позапартійний          | пенсіонер                                                         |
| 10                          | Джура Віталій Васильович         | 03.11.2010            | середня            | позапартійний          | ПСП "Рось, завідувач центрального складу                          |
| Партія регіонів             |                                  |                       |                    |                        |                                                                   |
| 1                           | Джура Галина Петрівна            | 03.11.2010            | середня            | член Партії регіонів   | пенсіонер                                                         |
| 2                           | Пастушенко Петро Єфремович       | 03.11.2010            | середня            | член Партії регіонів   | ПСП «Рось», водій                                                 |
| 3                           | Васильченко Павло Миколайович    | 03.11.2010            | вища               | член Партії регіонів   | ПСП «Рось», майстер з будівельних робіт                           |
| 5                           | Дивнич Володимир Лукич           | 03.11.2010            | вища               | член Партії регіонів   | пенсіонер                                                         |
| 6                           | Лещенко Ольга Миколаївна         | 03.11.2010            | середня спеціальна | член Партії регіонів   | ПСП «Рось», старший бухгалтер                                     |
| 7                           | Лещенко Андрій Іванович          | 03.11.2010            | середня            | член Партії регіонів   | ВАТ «Дашуківські бентоніти», оператор сушильних машин             |
| 9                           | Ревенко Тетяна Григорівна        | 03.11.2010            | середня            | член Партії регіонів   | П-Попівська сільська рада, секретар                               |
| 11                          | Васильченко Тетяна Володимирівна | 03.11.2010            | середня спеціальна | член Партії регіонів   | П-Попівська сільська рада, бухгалтер                              |
| 12                          | Лагзиба Оксана Миколаївна        | 27.12.2010            | середня спеціальна | член Партії регіонів   | Петрівсько-Попівський фельдшерсько-акушерський пункт, завідувачка |

## Населення
Згідно з переписом УРСР 1989 року чисельність наявного населення сільської ради становила 349 осіб, з яких 152 чоловіки та 197 жінок.
За переписом населення України 2001 року в сільській раді мешкали 292 особи.

### Мова
Розподіл населення за рідною мовою за даними перепису 2001 року:
| Мова       | Відсоток |
| ---------- | -------- |
| українська | 99,66 %  |
| інші       | 0,34 %   |